# 松阳城隍庙
松阳城隍庙位于中国浙江省丽水市松阳县西屏街道大井路2号，文庙东南侧，始建年代不详，历史上多次重修。现仅存清嘉庆十年（1805）所建之大殿与后殿，其中大殿面阔五间，硬山顶，梁架上存有多处重修捐资题记。现状正在重修中。